# Saanjärvi
Saanjärvi är en sjö i kommunen Kouvola i landskapet Kymmenedalen i Finland. Sjön ligger 74,9 meter över havet. Arean är 2,01 kvadratkilometer och strandlinjen är 8,78 kilometer lång. Sjön  ingår i Kymmene älvs huvudavrinningsområde.   Den ligger omkring 66 km norr om Kotka och omkring 140 km nordöst om Helsingfors. 